# Stade Vélodrome
Stade Vélodrome er et stadion i Marseille i Provence-Alpes-Côte d'Azur-regionen i Frankrig, der bliver brugt til såvel fodbold som rugby. Stadionet er hjemmebane for Ligue 1-klubben Olympique de Marseille, og har plads til 60.031 tilskuere.

## Historie
Stade Vélodrome blev indviet i 1937, i tide til at kunne blive benyttet ved VM i fodbold 1938.
Stadionet var også spillested ved VM i fodbold 1998 hvor der blev spillet seks kampe. Blandt disse var semifinalen mellem Brasilien og Holland, der endte med en brasiliansk sejr efter straffesparkskonkurrence.
Desuden har stadionet flere gange, når Frankrig har været vært, været benyttet til VM-kampe i rugby.